# Jean-Daniel Baltassat
Œuvres principales
Le Valet de peinture
Le Divan de Staline
La Tristesse des femmes en mousseline
Jean-Daniel Baltassat, né le 23 juillet 1949  en Haute-Savoie, est un romancier français.

## Biographie
Après des études d’histoire de l’art, de cinéma et de photographie, Jean-Daniel Baltassat devient de 1972 à 1979 directeur artistique pour différentes agences de publicité et maisons de mode. Dans le même temps, il crée une galerie/coopérative à Paris (1973/1977) « La Manivelle ». À partir du milieu des années 1980, il se consacre exclusivement à l’écriture, considérant l’écriture romanesque comme une « vie de  métiers et un métier de vies ».[réf. nécessaire] Son premier roman, La falaise, paru en 1987, figure dans la sélection du Prix Nocturne en 2014. Son neuvième roman, Le Divan de Staline (sélection Goncourt 2013) a été adapté au cinéma par Fanny Ardant (sortie : janvier 2017 Production : Alfama Film/Paolo Branco) avec Gérard Depardieu, Emmanuelle Seigner, Paul Hamy.

## Publications
- La Falaise, éditions Bernard Barrault, 1987.
- L’Orage des chiens (nouvelles), éditions Bernard Barrault, 1987.
- La Peau de l’autre, éditions Bernard Barrault, 1989.
- Bâtards, éditions Bernard Barrault, 1991 (Villa Médicis / Stendhal)[3]
- De beaux jours pour aimer, éditions Flammarion, 1994.
- Le Galop de l’ange, éditions Robert Laffont, 1997 (prix Jean-d’Heurs du roman historique)[4].
- Le Valet de peinture, éditions Robert Laffont, 2004[5], (Points Seuil PB 3087, 2013)
- L'Almanach des vertiges, éditions Robert Laffont, 2009[6]
- Le Divan de Staline, éditions du Seuil, 2013, (Points Seuil, PB 3325, 2014 /red 2017)[7].
- La Tristesse des femmes en mousseline, éditions Calmann-Levy, 2018.
- Une folie de rêves, éditions Calmann-Levy, 2021[8]

### Sous le pseudo d’A.B. Daniel
- 2001, Inca, trilogie (avec Antoine Audouard et B. Houette, traduit en 25 langues), XO éditions (Ed. Pocket) : 
  - 1 – Princesse du soleil
  - 2 – L'Or de Cuzco
  - 3 – La Lumière du Machu Picchu
- 2005, Reine de Palmyre, roman, XO éditions (Pocket) 
  - T1 : La Danse des dieux.
  - T2 : Les Chaînes d'or.
- 2007 : Les Roses noires, roman, XO éditions (Pocket)

### Collaborations à Télérama Hors Série – Peinture
- Rembrandt, 2006,
- Cézanne, 200[réf. nécessaire]
- Courbet, 2008,
- Magritte, 2009.
- Casanova, 2011
- Degas, 2012
- Bonnard, 2015
- Berthe Morisot, 2019

## Traductions, essais, collaborations
- 1997 : Le regard de l'antilope, James Grégory, traduction de l’anglais, Éditions Robert Laffont, (Pocket - Film 2007 Goodbye Bafana).
- 1998 : Vivre à Hébron, June Leavitt, traduction, adaptation de l’anglais, Éditions Robert Laffont
- 1998 : Soigner l'autre, essai, collaboration avec E. Hirsch, Éditions Belfond
- 1999 : La vie est une maladie sexuellement transmissible et constamment mortelle, essai, collaboration avec Willy Rozenbaum, Éditions Stock
- 2000 : Petite histoire de l'enseignement de la morale, essai, collaboration avec Michel Jeury, Éditions Robert Laffont (Pocket)
- 2020: Les Horizons perdus, éditions de l'Attente (collaboration Stephen Horn, Bilingue)